# كيم برايس
كيم برايس (9 ديسمبر 1962 - ) (بالإنجليزية: Kim Price)‏ هي لاعبة كريكت جنوب أفريقية.

## وصلات خارجية
- كيم برايس على موقع إي آس بي آن كريك إنفو (الإنجليزية)